# Acantholeria
Acantholeria is een geslacht van insecten uit de familie van de afvalvliegen (Heleomyzidae), die tot de orde tweevleugeligen (Diptera) behoort.

## Soorten
- A. abnormalis Garrett, 1921
- A. armipes (Loew, 1862)
- A. cineraria (Loew, 1862)
- A. dentitibia (Oldenberg, 1916)
- A. moscowa Garrett, 1925
- A. vockerothi Hackman, 1969